# Franciszek Ksawery Lampi
Franciszek Ksawery Lampi (ur. 22 stycznia 1782 w Klagenfurcie, zm. 22 lipca 1852 w Warszawie) – malarz pochodzenia włoskiego działający w Polsce.

## Życiorys
Był synem malarza Jana Chrzciciela Lampiego (starszego), Włocha osiadłego w Austrii oraz bratem Jana Chrzciciela zwanego młodszym. Malarstwa uczył się od swojego ojca, następnie pod kierunkiem Heinricha Fügera i Huberta Maurera w wiedeńskiej Akademii Sztuk Pięknych. Jego uczniami byli m.in. Piotr Michałowski i Wojciech Stattler.
Poza podróżami po Polsce (Kraków 1819, Lublin, Wilno 1823) i za granicą (Wiedeń 1823, Wrocław 1836 i Drezno 1840), przebywał od roku 1815 do śmierci w Warszawie, malując krajobrazy, sceny pasterskie, mitologiczne, religijne, batalistyczne, a także liczne portrety. Najbardziej charakterystyczne dla tego artysty są pejzaże morskie z ruinami, skałami i strumieniami. Jego obrazy są sentymentalno-romantyczne, o chłodnej tonacji. Wczesne dzieła Lampiego często są uważane za dzieła jego ojca lub starszego brata. W 1822 roku zadebiutował Portretem Aleksandra I na wystawie w Resursie Kupieckiej.
Najważniejsze dzieła:
- w Muzeum Narodowym w Warszawie: Krajobraz z wodospadem, portrety: Ksawerego Potockiego, L. Dmuszewskiego, matki J. Słowackiego, P. Fiorentiniego, Pani Osławskiej (1806), Marii z Dworakowskich Magnuszewskiej,
- w Muzeum Narodowym w Krakowie – cztery obrazy
- w Galerii Mielżyńskich w Poznaniu – krajobraz
- portret Kat. Wodzickiej-Konarskiej w posiadaniu ks. Lubomirskich w Krakowie.

Był członkiem warszawskiej loży wolnomularskiej Zur Halle der Beständigkeit.

## Galeria

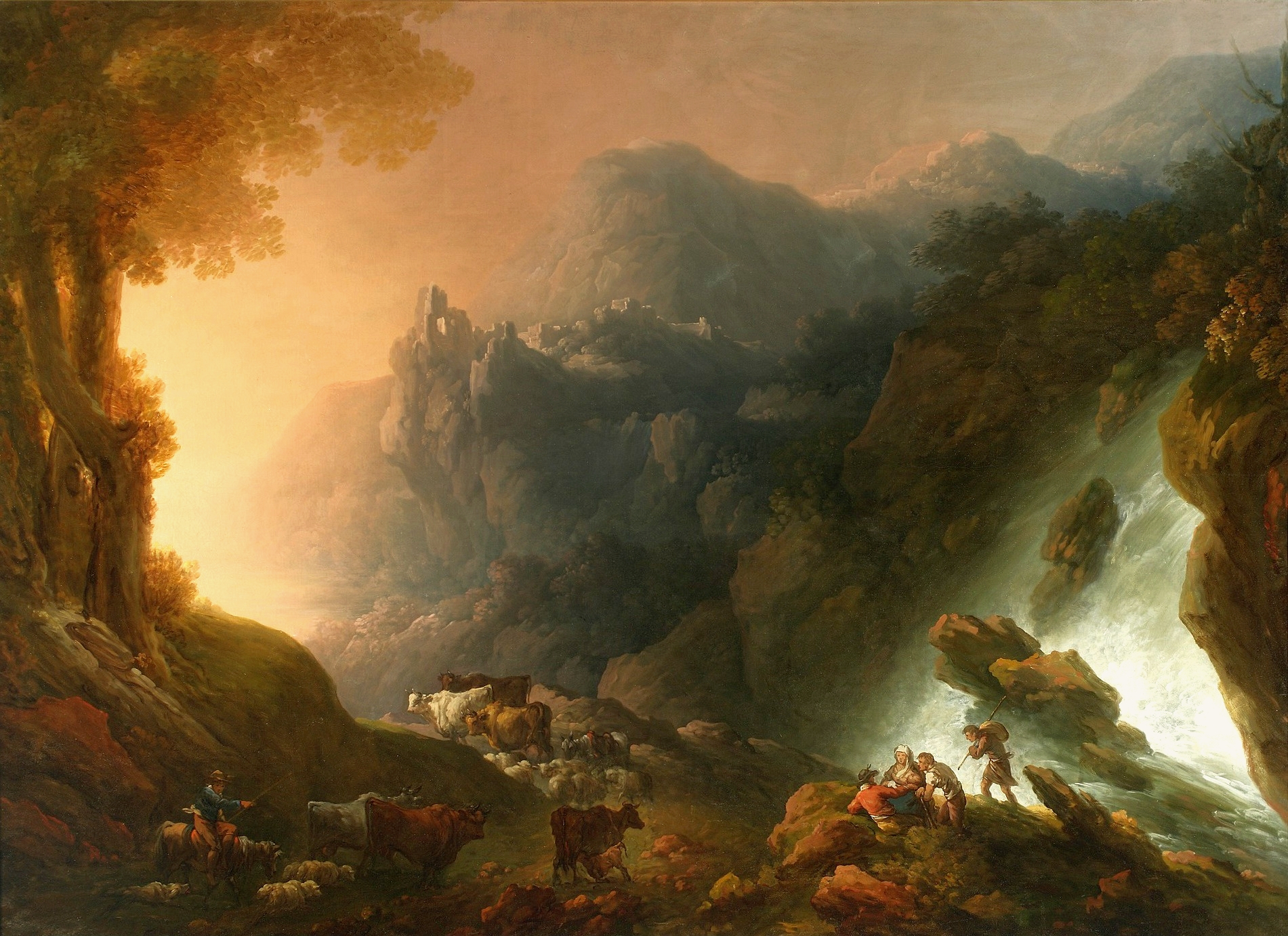
Krajobraz górski z wodospadem, ok. 1820
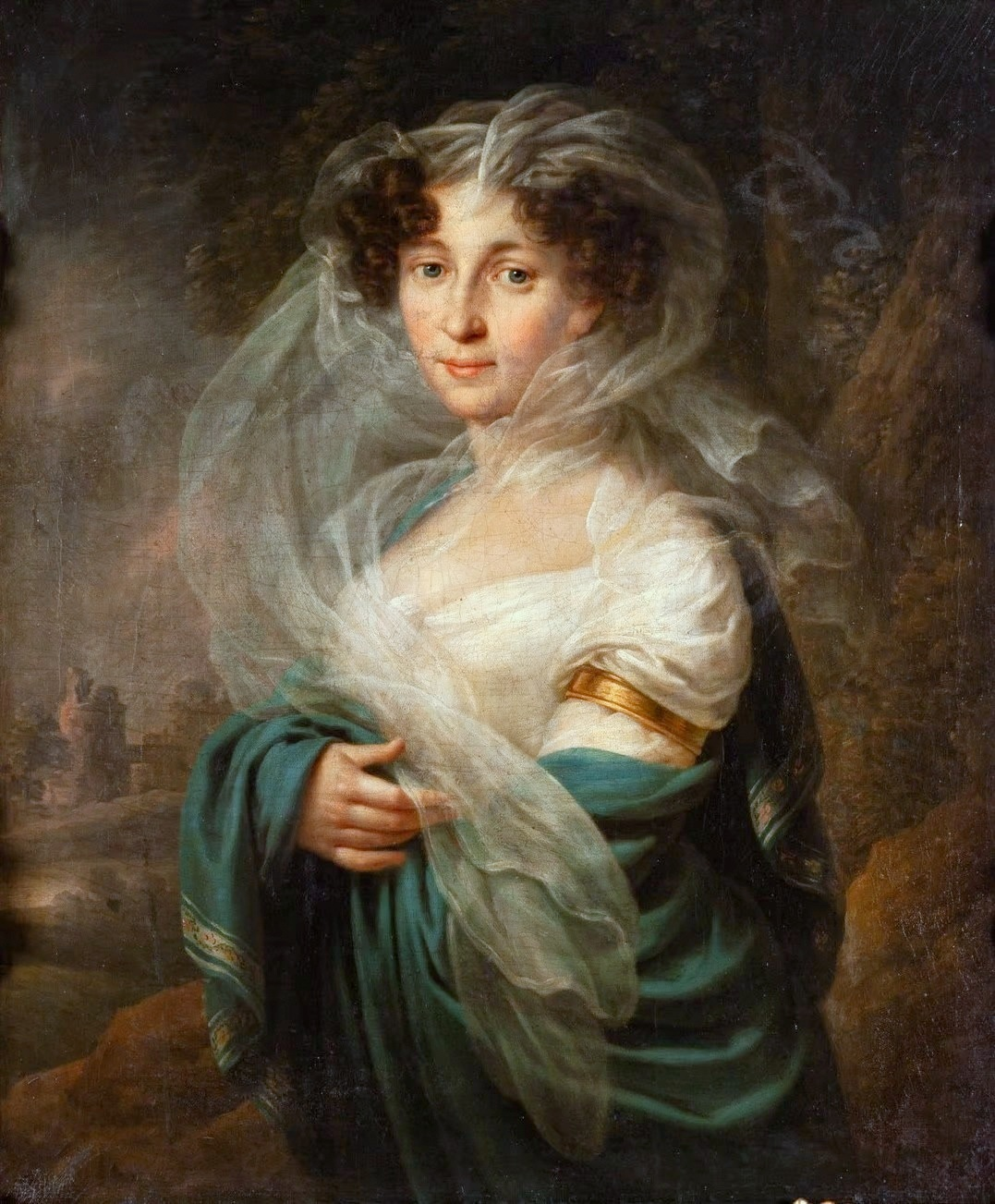
Portret Kazimiery ze Skoraszewskich Żółtowskiej, ok. 1825
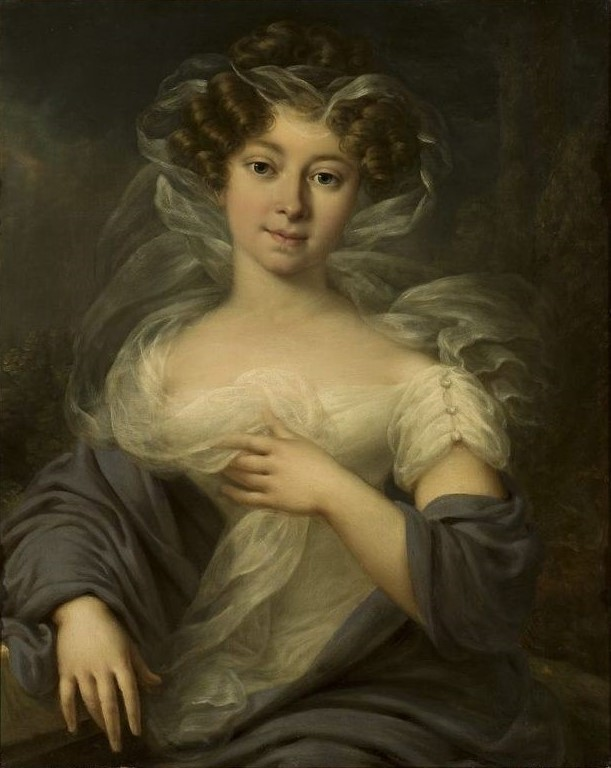
Portret Niny z Żółtowskich Łuszczewskiej, ok. 1825–1830